# Jan Stallich

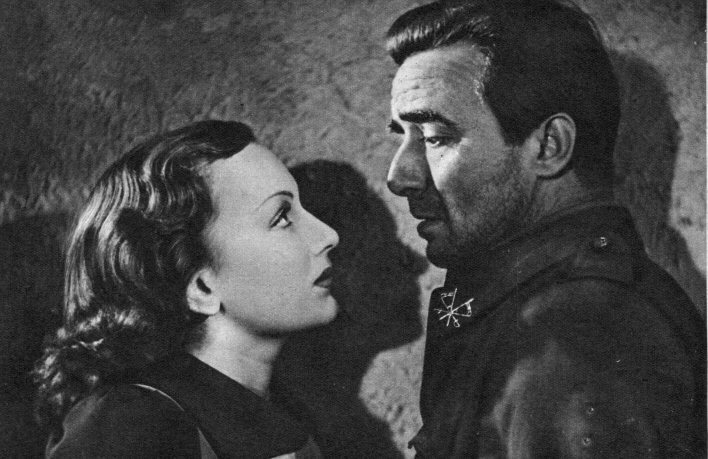
Mireille Balin et Fosco Giachetti,
dans Les Cadets de l'Alcazar (1940)

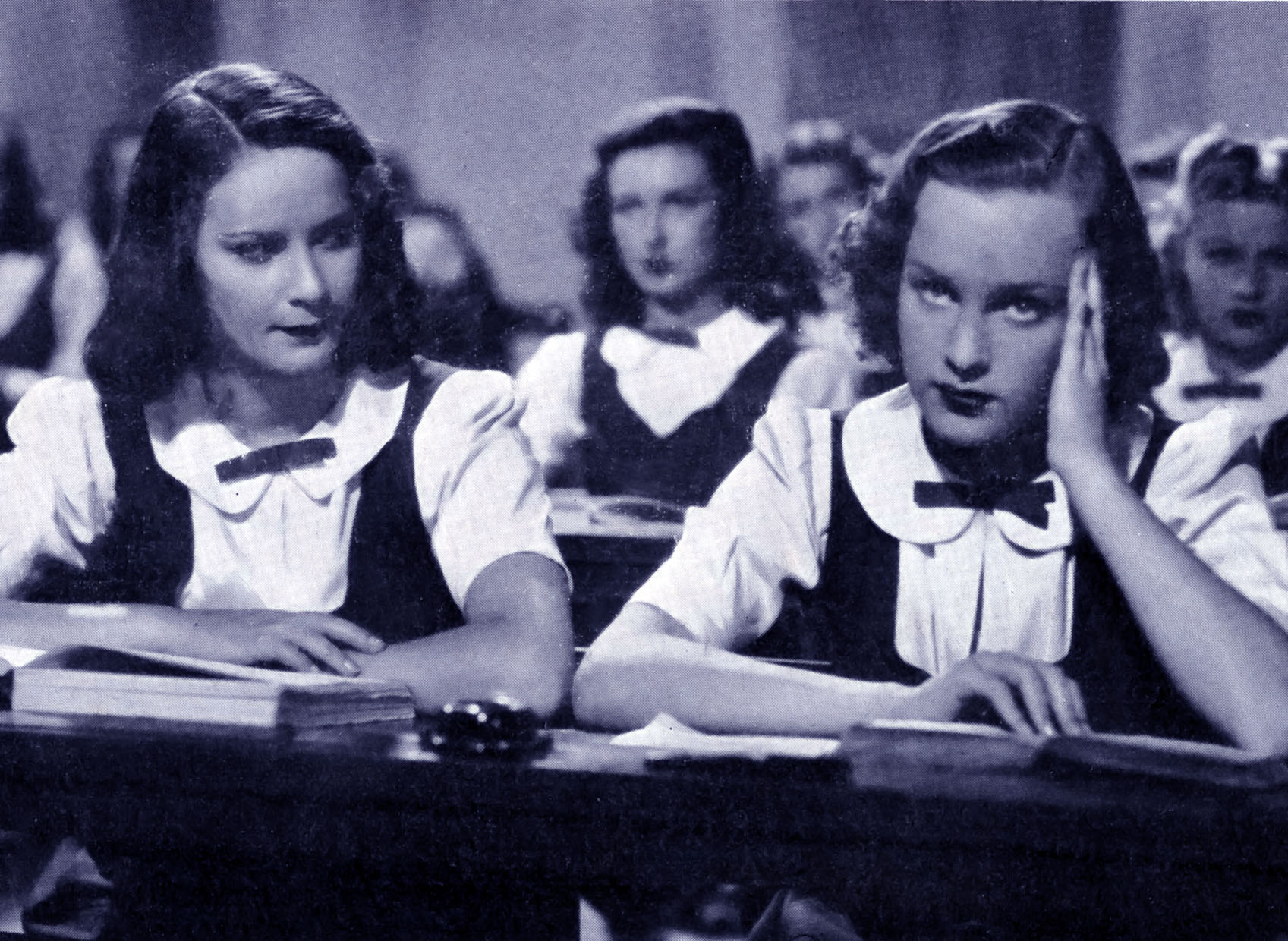
Alida Valli (à g.) et Irasema Dilián,
dans Leçon de chimie à neuf heures (1941)

Jan Stallich, né le 19 mars 1907 à Prague (République tchèque ; alors Autriche-Hongrie), ville où il est mort le 14 juin 1973 (alors Tchécoslovaquie), est un directeur de la photographie tchèque.

## Biographie
Au cinéma, Jan Stallich est chef opérateur sur cent-trente films sortis entre 1927 et 1968, dont Le Golem de Julien Duvivier (film français, 1936, avec Harry Baur et Germaine Aussey), Vingt et un jours ensemble de Basil Dean (film britannique, 1940, avec Vivien Leigh et Laurence Olivier), Beatrice Cenci (film italien, 1941, avec Carola Höhn dans le rôle-titre), Le Dernier Fiacre de Raoul André et Mario Mattoli (coproduction franco-italienne, 1948, avec Vera Carmi et Ginette Leclerc), Les Têtes de chiens de Martin Frič (film tchécoslovaque, 1955, avec František Smolík) et Jugement à Prague de John Ainsworth et Bernard Knowles (film britannique, 1967. avec Martine Carol et Anthony Steel).
S'ajoutent cinq documentaires entre 1945 et 1956, ainsi que quatre téléfilms, le premier diffusé en 1967, le dernier en 1971. 
Jan Stallich meurt deux ans après (en 1973), à 66 ans.

## Filmographie partielle
- 1929 : Nevinátka de Svatopluk Innemann
- 1931 : L'Étrange Fiancée de Georges Pallu
- 1932 : Lelícek ve sluzbách Sherlocka Holmese de Karel Lamač
- 1933 : Extase (Extáze) de Gustav Machatý
- 1935 : Le Drame du terminus (The Silent Passenger) de Reginald Denham
- 1936 : Le Golem de Julien Duvivier
- 1936 : Aimé des dieux (Whom the Gods Love) de Basil Dean
- 1936 : Guilty Melody de Richard Pottier
- 1937 : Who's Your Lady Friend? de Carol Reed
- 1940 : La Fille du corsaire (La figlia del corsaro verde) d'Enrico Guazzoni
- 1940 : Vingt et un jours ensemble (21 Days) de Basil Dean
- 1940 : L'Intruse (Abbandono) de Mario Mattoli
- 1940 : Les Cadets de l'Alcazar (L'assedio dell'Alcazar) d'Augusto Genina
- 1941 : Leçon de chimie à neuf heures (One 9 lezione di chimica) de Mario Mattoli
- 1941 : Beatrice Cenci de Guido Brignone
- 1946 : Les Hommes sans ailes (Muži bez křídel) de František Čáp
- 1948 : Le Dernier Fiacre de Raoul André et Mario Mattoli
- 1955 : Les Têtes de chiens (Psohlavci) de Martin Frič
- 1956 : Hrátky s čertem de Josef Mach
- 1967 : Jugement à Prague (Hell Is Empty) de John Ainsworth et Bernard Knowles

## Note et référence
1. ↑  Noms alternatifs (d'après l'IMDb ci-dessus) : J. Stalich, Jan Stalich, Jan Stallic, Giovanni Stallich, Hans Stallich, Jean Stallich, Stallich, ou encore Jan Stallick.